# وليام بوتس
السير وليام بوتس (حوالي 1486 - 22 نوفمبر 1545) كان عضوًا في بلاط الملك هنري الثامن ملك إنجلترا وطبيبه.
رسم هانز هولباين الأصغر صورته عام 1543، وحصل على لقب فارس في العام التالي. حفيدته آن كانت متزوجة من ابن السير نيكولاس بيكون، اللورد كيبر.

## حياة مهنية
وفقًا لمصادر حديثة، كان وليام بوتس نجل جون بوتس، مدقق إيرادات التاج ولاحقًا حارسًا للأجنحة، وزوجته إليزابيث، وقد ولد في نورويتش، نورفولك، على الرغم من أن عائلته كانت أيضًا متصلة مع فولهام، ميدلسكس.
تلقى تعليمه في غونفيل هول في جامعة كامبريدج. حصل على درجة البكالوريوس. في 1506-07، حصل على درجة الماجستير في عام 1509 وحصل على درجة الدكتوراه في الطب في عام 1518. قُبلَ عضوًا في كلية الأطباء عام 1529. كان يعمل مع جورج أوين وتوماس ويندي.

## دِين
لعب السير وليام بوتس دورًا مهمًا في علاقات الملك هنري مع توماس وولسي، بينما كان الكاردينال مريضًا في إيشر عام 1529/30. كان بروتستانتيًا معروفًا وشريكًا مقربًا لتوماس كرانمر، رئيس أساقفة كانتربري، وكاثرين بار، الزوجة السادسة لهنري الثامن. أصبح أفراد عائلته فيما بعد قادة مهمين للفصيل البيوريتاني في نورفولك.
تُوفي في 22 نوفمبر 1545. حدَّد المؤرخ فوكنر من فولهام النصب التذكاري الأصلي لبوتس على أنه مذبح أو صندوق قبر من الرخام الإنجليزي مُقام ضد الجدار الجنوبي لكنيسة جميع القديسين في فولهام، وعليه تمثاله النحاسي مُرتديًا درعًا كفارس، مع لفافة نحاسية على أحد جوانبها مكتوب عليها (مين أدفانتيج). وكانت أسلحته موضحة عند كل زاوية من الحجر، أزرق 3 ألماسات حمراء، على شكل شريط ذهبي، بين 3 نجوم ذهبية.
نص النقرة الأخيرة باللغة اللاتينية، المؤلفة من قبل جون سترايب بتصور منه بأنها كتبت لبوتس من قبل صديقه المقرّب سير جون تشيك، كانت في البداية مُعلقة على جدار الكنيسة، لكنها تضررت بشدة بحلول عام 1627، فقام ليونارد بوتس، السيد، من نورفولك بإعادة ترميمها. وهي تحتوي على ستة أسطر من الشعر اللاتيني المأثور:
Quid medicina valet, quid Honos, quid gratia Regum:
Quid popularij Amor, mors ubi saeva venit?
Sola valet PIETAS, quae structa est auspice Christo:
Sola in morte valet, caetera cuncta fluunt:
Ergo mihi vitâ fuerit quando omnia Christus,
Mors mihi nunc lucrum vitaque Christus erit.
ما فائدة الطب؟ ما فائدة الشرف؟ ما فائدة شكر الملوك؟
ما فائدة حب الجماهير؟ عندما يأتي الموت القاسي؟
التقوى هي الوحيدة التي تنفع، التي بنيت بتوجيه المسيح:
هي الوحيدة التي تثبت قيمتها في الموت، فجميع الأمور الأخرى تتلاشى:
لذا منذ المسيح كان كل شيء في حياتي،
الآن الموت يكون لي مكسبًا والحياة هي المسيح.